# پاشووو
پاشووو (به بلغاری: Pashovo) یک منطقهٔ مسکونی در بلغارستان است که در شهرستان اسویلنگراد واقع شده‌است.